# SCSK Corporation
Pour les articles homonymes, voir CSK.
SCSK est un conglomérat japonais, détenu par SCSK Corporation (nommé jusqu'en 1987 CSK Holdings Corporation, 株式会社CSKホールディングス, Kabushiki-gaisha Shī Esu Kei Hōrudingusu) TSE : 9737, formé en 1968, qui au début fournissait des services en technologies de l'information et de la communication aux entreprises.
Entre 1984 et 2004, ils détenaient la société de jeux vidéo Sega. Ils détenaient également le CSK Research Institute, qui devint plus tard le CRI Middleware.
SCSK fait partie du groupe Sumitomo.